# Raik Dittrich
Raik Jürgen Dittrich (* 12. Oktober 1968 in Sebnitz) ist ein früherer deutscher Biathlet.

## Leben
Raik Dittrich begann seine internationale Karriere für die DDR. Er startete für die SG Dynamo Zinnwald und wurde von Heinz Kluge, Horst Koschka, Klaus Siebert und Steffen Thierfelder trainiert. Bei den Biathlon-Weltmeisterschaften 1989 in Feistritz an der Drau gewann er gemeinsam mit Andreas Heymann, André Sehmisch und Steffen Hoos die Bronzemedaille im Teamwettkampf. Seinen Karrierehöhepunkt hatte er 1990, als er mit Mark Kirchner, Birk Anders und Frank Luck bei den Weltmeisterschaften die Goldmedaille im Mannschaftswettbewerb gewann.
Nach seiner aktiven Zeit war Dittrich von 1992 bis 1998 Skitechniker beim DSV, zunächst im Biathlon und später verantwortlich für die Nordische Kombination. Nach dem Abschluss seines Betriebswirtschaftsstudiums arbeitete er von 2000 bis 2008 als Produktmanager und Verkaufsleiter Deutschland für einen deutschen Skiwachshersteller.  Er war dort Prokurist und Geschäftsbereichsleiter Skiwachs. Von 2008 bis 2022 war er als Geschäftsführer für ein Unternehmen der Outdoor- und Sportindustrie tätig. Dittrich wohnt mit seiner Familie in Würzbach im Schwarzwald, er hat drei Söhne. Seit 2022 betreut Dittrich europaweit Beratungsprojekte der Sport- und Outdoorindustrie.  